# CA-06
La Carretera Centroamericana 06 (CA-06), conocida también como la Carretera Interoceánica, es una de las principales vías terrestres de América Central, que forma parte de la Red Vial Centroamericana. Esta ruta, considerada vital para la integración regional, atraviesa los países de Honduras y Nicaragua.

## Extensión
Con una longitud de 170 kilómetros, la CA-06 es reconocida por su variado paisaje, que incluye cadenas montañosas, llanuras agrícolas, áreas urbanas y regiones selváticas. A pesar de su importancia, su estado de conservación y modernización varía significativamente según el país.

## Carretera Centroamericana 6
La Carretera Centroamericana 6 (CA-6) es una vía internacional que forma parte de la Red Vial Centroamericana, conectando a los países de Honduras y Nicaragua a través de sus regiones centro-orientales. Esta carretera facilita el comercio binacional, el tránsito de pasajeros y la integración entre los dos países, siendo también un acceso importante hacia la capital nicaragüense desde el norte de Centroamérica.

## Honduras
En Honduras, la CA-6 inicia en la ciudad de Danlí, ubicada en el departamento de Paraíso, y se dirige hacia el sureste, pasando por áreas agrícolas y rurales hasta alcanzar el puesto fronterizo de Las Manos con Nicaragua. Este tramo es utilizado principalmente por transporte de carga ligera, vehículos particulares y comercio local transfronterizo.

## Nicaragua
En Nicaragua, la CA-6 ingresa por el puesto fronterizo de Las Manos, ubicado en el municipio de Dipilto, departamento de Nueva Segovia. Desde allí, se extiende hacia el sur, pasando por Ocotal, Estelí, Sébaco, y Tipitapa hasta llegar a la ciudad de Managua, capital del país. Esta carretera es de gran importancia para el ingreso al centro de Nicaragua desde el norte, facilitando tanto el comercio internacional como el tránsito de turistas y ciudadanos.

## Importancia regional
La CA-6 funciona como una vía estratégica para conectar el centro-sur de Honduras con la capital de Nicaragua, ofreciendo una alternativa a la CA-1 para los flujos logísticos. A través del puesto fronterizo de Las Manos, se promueve el comercio regional, especialmente agrícola e industrial, y se fortalecen los vínculos entre las zonas norteñas de Nicaragua y el oriente hondureño.